# Bico-de-pimenta
O bico-de-pimenta (Saltator fuliginosus) é uma ave passeriforme, da família Thraupidae, das florestas do leste brasileiro, Paraguai e nordeste extremo da Argentina. Possui uma coloração negra com destacado bico encarnado.
Também podem ser chamados de arrebenta-fruto, benta-fruto, bico-de-coral, bico-de-lacre, bico-pimenta, bicudo, bicudo-pimenta, guaranicinga, pimentão, puxicaraim e puxicarim.